# Priskledništvo
Priskledništvo ali komenzalízem (latinsko con - pri + mensa - miza) označuje razmerje dveh ali več organizmov, bodisi rastlin, živali ali rastlin in živali, pri katerem ima eden od organizmov (prisklednik ali komenzal) koristi, drugi (gostitelj) pa nima niti koristi niti škode. Gre za neke vrste sožitja. Organizma lahko živita povsem neodvisno eden od drugega. S takim odnosom si predvsem prisklednik poveča možnosti za obstoj v množici konkurence v naravi, saj uživa del gostiteljeve hrane, biva v njegovem bivališču ali pa izkoristi njegovo telo za prevozno sredstvo, medtem pa gostitelj zaradi tega ni nič oškodovan. Poleg priskledništva se v odnosih med organizmi razvijejo še zajedalstvo (parazitizem) in sožitje (mutualizem).
Priskledništvo je lahko neobvezno (fakultativno) ali pa obvezno (obligatno). V slednjem primeru je en član sožitja, tj. prisklednik, popolnoma odvisen od drugega člana, gostitelja; če pogine gostitelj, pogine skupaj z njim tudi prisklednik. Fakultativno priskledništvo se pojavi pod vplivom okoljskih dejavnikov.

## Primeri priskledništva
Priskledništvo predstavlja npr. mravljišče, kjer se lahko razne žuželke in pršice prehranjujejo z ostanki hrane, ne da bi to motilo mravlje; hijena se prav tako prehranjuje z ostanki hrane, ki jo lev pusti. Rakovica išče zavetišče v školjki; ptice bodisi prenašajo na sebi pršice, gliste, manjše žuželke brez kril in jim tako omogočijo širše gibanje, bodisi izkoristijo živino, ki odganja mrčes in je tako lažje dostopen za njih.
V Jadranskem morju je poznan primer odnosa med ožigalkarji rodu Chrysaora in mladimi ribami rodu Caranx, pri katerem se ribe v primeru ogroženosti skrijejo pod meduzin klobuk.
V rastlinskem svetu so npr. mahovi in kukavičevke, ki rastejo kot epifiti na drevesih, prav tako primer priskledništva. Le-te na ta način dobijo potrebno svetlobo in hranila.

## Tipi priskledništva
Kot pri vseh ekološki odnosih se tudi priskledniški odnosi razlikujejo glede na stopnjo odvisnosti prisklednika od gostitelja in časovno trajanje tega odnosa. V glavnem razlikujemo tri tipe priskledništva:
- foreza: prisklednik se pritrdi na gostitelja samo za namene prenašanja (transporta), kar je najbolj opazno pri členonožcih, kot so pršice na žuželkah (v glavnem hrošči, muhe in čebele), paščipalci (Pseudoscorpionida) na sesalcih[1] ter hrošči in dvojnonoge na ptičih;[2]
- inkvilinizem: prostorska povezava med organizmoma, kot je v primeru mahov in rastlin ali pa pri ptičih, ki živijo v luknjah v drevesih;
- metabioza: tip ohlapnega, posrednega priskledništva, pri katerem prisklednik uporabi nekaj, kar je »gostitelj« ustvaril, vendar šele po njegovi smrti; znani primer tega so raki samotarji, ki uporabljajo lupine polžev za lastno zaščito.